# Capparicordis tweediana
Capparicordis tweediana là một loài thực vật có hoa trong họ Capparaceae. Loài này được (Eichler) Iltis & Cornejo mô tả khoa học đầu tiên năm 2007.